# Fernando Frías de la Parra
Fernando Frías de la Parra (Ciutat de Mèxic, 1979) és un director, guionista i productor mexicà, guardonat amb el Premi Ariel.

## Trajectòria
Va estudiar un mestratge en guionismo i direcció en la Universitat de Colúmbia. Va guanyar el Concurs Internacional de Creadors del 24è Festival Internacional Belluard Bollwerk.
El seu documental Calentamiento local (2008), que es va presentar en el 6è Festival Internacional de Cinema de Morelia on va obtenir el premi a la millor pel·lícula documental.
La seva òpera prima Rezeta, va formar part de la Selecció Oficial del Festival de Morelia, addicionalment va rebre el premi a la millor pel·lícula en el Festival de Cinema Slamdance.
En 2019 va presentar el seu segon llargmetratge Ya no estoy aquí, que va guanyar reconeixements els festivals de Morelia i el Caire. La seva estrena a Netflix el 27 de maig de 2020 li va valer una bona recepció per part del públic i la crítica. En la LXII edició dels Premis Ariel, la pel·lícula va obtenir 10 estatuetes, inclosa la de millor pel·lícula. El 21 d'octubre de 2020, l'Acadèmia Mexicana d'Arts i Ciències Cinematogràfiques la va seleccionar per representar a Mèxic en la categoria de Millor pel·lícula iberoamericana dels XXXV Premis Goya. De la mateixa manera, el 16 de novembre, es va informar que també representaria a Mèxic en a categoria de Millor pel·lícula internacional dels Premis Oscar 2021.

## Filmografia
- Calentamiento local (2008)
- Rezeta (2012)
- Ya no estoy aquí (2019)